# Фібербрунн
Фібербрунн (нім. Fieberbrunn) — ярмаркове містечко й громада округу Кіцбюель у землі Тіроль, Австрія.
Фібербрунн лежить на висоті  790 над рівнем моря і займає площу  76,33 км². Громада налічує 4396 мешканців. 
Густота населення 58/км².  
Фібербрунн є найбільшим населеним пунктом долини Піллерзеталь навколо озера Піллерзе. Громада є центром зимових видів спорту.  
|                                     |
| Фібербрунн на мапі округу та землі. |

 Адреса управління громади: Dorfplatz 1, 6391 Fieberbrunn. 

## Демографія
Історична динаміка населення міста за даними сайту Statistik Austria